# Tour de France 2003
90. Tour de France rozpoczął się 5 lipca w Paryżu, a zakończył się 27 lipca na Polach Elizejskich. Wyścig składał się z prologu i 20 etapów, w tym 10 etapów płaskich, 7 etapów górskich i 4 etapów jazdy na czas. Cała trasa liczyła 3427 km. Był to pierwszy Tour, w którym uczestnicy obowiązkowo musieli korzystać z kasków.

## Klasyfikacje
Klasyfikację generalną wygrał po raz piąty z rzędu Amerykanin Lance Armstrong, wyprzedzając Niemca Jana Ullricha i Kazacha Aleksandra Winokurowa. Australijczyk Baden Cooke wygrał klasyfikację punktową, Francuz Richard Virenque wygrał klasyfikację górską, a Rosjanin Dienis Mieńszow był najlepszy w klasyfikacji młodzieżowej. Najaktywniejszym kolarzem został Aleksandr Winokurow. W klasyfikacji drużynowej najlepsza była duńska drużyna Team CSC.

## Doping
Po zakończeniu 12. etapu testu antydopingowego nie przeszedł Hiszpan Javier Pascual Llorente. W jego krwi wykryto erytropoetynę (EPO). Podczas siódmego etapu w wyniku stosowania dopingu kolejny Hiszpan, Jesús Manzano upadł i stracił przytomność. W 2013 roku kolarz wyznał, iż wypadek ten związany był z podawaniem mu przez lekarza ekipy Kelme Oxyglobinu, leku stosowanego do leczenia anemii u zwierząt.
W 2007 roku do stosowania między innymi EPO w czasach swoich startów w ekipie ONCE (2001-2003) przyznał się Niemiec Jörg Jaksche. Zwycięzca klasyfikacji punktowej, Erik Zabel, także stosował doping, do czego przyznał się w 2013 roku.
W 2012 roku Armstrong został dożywotnio zdyskwalifikowany za stosowanie dopingu przez Amerykańską Agencję Antydopingową. Anulowano także wszystkie jego wyniki począwszy od 1 sierpnia 1998 roku. W 2013 roku Armstrong przyznał się do stosowania między innymi EPO, transfuzji krwi, testosteronu i kortyzonu. Mimo to jeden z najpoważniejszych rywali Amerykanina, Jan Ullrich stwierdził, że Amerykaninowi powinno się przywrócić wszystkie wyniki, z uwagi na powszechność stosowania dopingu wśród kolarzy w tamtych czasach.

## Drużyny
W tej edycji TdF wzięło udział 21 drużyn:
| - US Postal - ONCE-Eroski - Team Telekom - iBanesto.com - Rabobank - Saeco Macchine per Caffè | - Cofidis - Team CSC - Fassa Bortolo - FDJeux.com - Kelme-Costa Blanca - Quick Step-Davitamon | - Crédit Agricole - Bianchi - Lotto-Domo - AG2R Prévoyance - Vini Caldirola-So.di - Euskaltel-Euskadi | - Brioches La Boulangère - Gerolsteiner - Alessio - Jean Delatour |

## Etapy
| P  | 5 lipca  | Paryż                                  | ITT 6,5 km    | Bradley McGee       |               |               |               |
| 1  | 6 lipca  | Saint-Denis – Meaux                    | 168,0 km      | Alessandro Petacchi |               |               |               |
| 2  | 7 lipca  | La Ferté-sous-Jouarre – Sedan          | 204,5 km      | Baden Cooke         |               |               |               |
| 3  | 8 lipca  | Charleville-Mézières – Saint-Dizier    | 167,5 km      | Alessandro Petacchi |               |               |               |
| 4  | 9 lipca  | Joinville – Saint-Dizier               | TTT 69,0 km   | US Postal           |               |               |               |
| 5  | 10 lipca | Troyes – Nevers                        | 196,5 km      | Alessandro Petacchi |               |               |               |
| 6  | 11 lipca | Nevers – Lyon                          | 230,0 km      | Alessandro Petacchi |               |               |               |
| 7  | 12 lipca | Lyon – Morzine                         | 230,5 km      | Richard Virenque    |               |               |               |
| 8  | 13 lipca | Sallanches – Alpe d’Huez               | 219,0 km      | Iban Mayo           |               |               |               |
| 9  | 14 lipca | Le Bourg-d’Oisans – Gap                | 184,5 km      | Aleksandr Winokurow |               |               |               |
| 10 | 15 lipca | Gap – Marsylia                         | 219,5 km      | Jakob Piil          |               |               |               |
|    | 16 lipca | Dzień przerwy                          | Dzień przerwy | Dzień przerwy       | Dzień przerwy | Dzień przerwy | Dzień przerwy |
| 11 | 17 lipca | Narbonne – Tuluza                      | 153,5 km      | Juan Antonio Flecha |               |               |               |
| 12 | 18 lipca | Gaillac – Cap Découverte               | ITT 47,0 km   | Jan Ullrich         |               |               |               |
| 13 | 19 lipca | Tuluza – Ax 3 Domaines                 | 197,5 km      | Carlos Sastre       |               |               |               |
| 14 | 20 lipca | Saint-Girons – Loudenvielle            | 191,5 km      | Gilberto Simoni     |               |               |               |
| 15 | 21 lipca | Bagnères-de-Bigorre – Luz Ardiden      | 159,5 km      | Lance Armstrong     |               |               |               |
|    | 22 lipca | Dzień przerwy                          | Dzień przerwy | Dzień przerwy       | Dzień przerwy | Dzień przerwy | Dzień przerwy |
| 16 | 23 lipca | Pau – Bayonne                          | 197,5 km      | Tyler Hamilton      |               |               |               |
| 17 | 24 lipca | Dax – Bordeaux                         | 181,0 km      | Servais Knaven      |               |               |               |
| 18 | 25 lipca | Bordeaux – Saint-Maixent-l’École       | 203,5 km      | Pablo Lastras       |               |               |               |
| 19 | 26 lipca | Pornic – Nantes                        | ITT 49,0 km   | David Millar        |               |               |               |
| 20 | 27 lipca | Ville-d’Avray – Paryż (Champs-Élysées) | 152,0 km      | Jean-Patrick Nazon  |               |               |               |

## Liderzy klasyfikacji po etapach
| Etap                 | Zwycięzca            | Klasyfikacja generalna | Klasyfikacja punktowa | Klasyfikacja górska | Klasyfikacja młodzieżowa | Klasyfikacja drużynowa |
| -------------------- | -------------------- | ---------------------- | --------------------- | ------------------- | ------------------------ | ---------------------- |
| P                    | Bradley McGee        | Bradley McGee          | Bradley McGee         | Brak                | Władimir Karpiec         | US Postal              |
| 1                    | Alessandro Petacchi  | Bradley McGee          | Robbie McEwen         | Christophe Mengin   | Andy Flickinger          | US Postal              |
| 2                    | Baden Cooke          | Bradley McGee          | Robbie McEwen         | Christophe Mengin   | Baden Cooke              | US Postal              |
| 3                    | Alessandro Petacchi  | Jean-Patrick Nazon     | Robbie McEwen         | Christophe Mengin   | Baden Cooke              | US Postal              |
| 4                    | US Postal            | Víctor Hugo Peña       | Robbie McEwen         | Christophe Mengin   | Władimir Karpiec         | US Postal              |
| 5                    | Alessandro Petacchi  | Víctor Hugo Peña       | Robbie McEwen         | Frédéric Finot      | Władimir Karpiec         | US Postal              |
| 6                    | Alessandro Petacchi  | Víctor Hugo Peña       | Alessandro Petacchi   | Christophe Mengin   | Władimir Karpiec         | US Postal              |
| 7                    | Richard Virenque     | Richard Virenque       | Baden Cooke           | Richard Virenque    | Dienis Mieńszow          | Quick Step-Davitamon   |
| 8                    | Iban Mayo            | Lance Armstrong        | Baden Cooke           | Richard Virenque    | Dienis Mieńszow          | Euskaltel-Euskadi      |
| 9                    | Aleksandr Winokurow  | Lance Armstrong        | Baden Cooke           | Richard Virenque    | Dienis Mieńszow          | Euskaltel-Euskadi      |
| 10                   | Jakob Piil           | Lance Armstrong        | Baden Cooke           | Richard Virenque    | Dienis Mieńszow          | Team CSC               |
| 11                   | Juan Antonio Flecha  | Lance Armstrong        | Baden Cooke           | Richard Virenque    | Dienis Mieńszow          | Team CSC               |
| 12                   | Jan Ullrich          | Lance Armstrong        | Baden Cooke           | Richard Virenque    | Dienis Mieńszow          | iBanesto.com           |
| 13                   | Carlos Sastre        | Lance Armstrong        | Baden Cooke           | Richard Virenque    | Dienis Mieńszow          | Team CSC               |
| 14                   | Gilberto Simoni      | Lance Armstrong        | Baden Cooke           | Richard Virenque    | Dienis Mieńszow          | Team CSC               |
| 15                   | Lance Armstrong      | Lance Armstrong        | Baden Cooke           | Richard Virenque    | Dienis Mieńszow          | Team CSC               |
| 16                   | Tyler Hamilton       | Lance Armstrong        | Baden Cooke           | Richard Virenque    | Dienis Mieńszow          | Team CSC               |
| 17                   | Servais Knaven       | Lance Armstrong        | Baden Cooke           | Richard Virenque    | Dienis Mieńszow          | Team CSC               |
| 18                   | Pablo Lastras        | Lance Armstrong        | Robbie McEwen         | Richard Virenque    | Dienis Mieńszow          | Team CSC               |
| 19                   | David Millar         | Lance Armstrong        | Robbie McEwen         | Richard Virenque    | Dienis Mieńszow          | Team CSC               |
| 20                   | Jean-Patrick Nazon   | Lance Armstrong        | Baden Cooke           | Richard Virenque    | Dienis Mieńszow          | Team CSC               |
| Klasyfikacja końcowa | Klasyfikacja końcowa | Lance Armstrong        | Baden Cooke           | Richard Virenque    | Dienis Mieńszow          | Team CSC               |

## Klasyfikacje końcowe

### Klasyfikacja generalna
| Pozycja | Zawodnik            | Drużyna         | Czas         |
| ------- | ------------------- | --------------- | ------------ |
| 1.      | Lance Armstong      | US Postal       | 83 h 41 12'' |
| 2.      | Jan Ullrich         | Bianchi         | +1' 01"      |
| 3.      | Aleksandr Winokurow | Telekom         | +4' 14"      |
| 4.      | Tyler Hamilton      | Team CSC        | +6' 17"      |
| 5.      | Haimar Zubeldia     | Euskaltel       | +6' 51"      |
| 6.      | Iban Mayo           | Euskaltel       | +7' 06"      |
| 7.      | Ivan Basso          | Fassa Bortolo   | +10' 12"     |
| 8.      | Christophe Moreau   | Crédit Agricole | +12' 28"     |
| 9.      | Carlos Sastre       | Team CSC        | +18' 49"     |
| 10.     | Francisco Mancebo   | iBanesto.com    | +19' 15"     |

### Klasyfikacja punktowa
| Pozycja | Zawodnik      | Drużyna         | Punkty |
| ------- | ------------- | --------------- | ------ |
| 1.      | Baden Cooke   | FDJeux.com      | 216    |
| 2.      | Robbie McEwen | Lotto-Domo      | 214    |
| 3.      | Erik Zabel    | Telekom         | 188    |
| 4.      | Thor Hushovd  | Crédit Agricole | 173    |
| 5.      | Luca Paolini  | Quick Step      | 156    |

### Klasyfikacja górska
| Pozycja | Zawodnik            | Drużyna         | Punkty |
| ------- | ------------------- | --------------- | ------ |
| 1.      | Richard Virenque    | Quick Step      | 324    |
| 2.      | Laurent Dufaux      | Alessio         | 187    |
| 3.      | Lance Armstrong     | US Postal       | 168    |
| 4.      | Christophe Moreau   | Crédit Agricole | 137    |
| 5.      | Juan Miguel Mercado | iBanesto.com    | 136    |

### Klasyfikacja młodzieżowa
| Pozycja | Zawodnik            | Drużyna      | Czas         |
| ------- | ------------------- | ------------ | ------------ |
| 1.      | Dienis Mieńszow     | iBanesto.com | 84 h 00' 56" |
| 2.      | Mikel Astarloza     | AG2R         | +42' 29"     |
| 3.      | Juan Miguel Mercado | iBanesto.com | +1 h 02' 48" |
| 4.      | Sylvain Chavanel    | Brioches     | +1 h 05' 17" |
| 5.      | Andy Flickinger     | AG2R         | +1 h 09' 09" |

### Klasyfikacja drużynowa
| Pozycja | Drużyna   | Czas          |
| ------- | --------- | ------------- |
| 1.      | CSC       | 248 h 18' 18" |
| 2.      | iBanesto  | +21' 46"      |
| 3.      | Euskaltel | +44' 59"      |
| 4.      | US Postal | +45' 53"      |
| 5.      | Bianchi   | +1 h 12' 40"  |